# An toàn hàng hải
An toàn hàng hải là một trong nhiều nhiệm vụ của Cảnh sát biển Việt Nam.
Lực lượng Cảnh sát biển Việt Nam kiểm tra các tàu thương mại, ứng phó với ô nhiễm, điều tra thương vong trên biển và thương nhân hàng hải, quản lý đường thủy, và cấp giấy phép cho thương nhân hàng hải. Các nhân viên Cảnh sát biển cũng được đào tạo đầy đủ về cách ứng phó cũng như giải quyết về việc vận chuyển hàng hóa nguy hiểm bằng tàu biển, chẳng hạn như khí tự nhiên lỏng.
Ngoài nhiệm vụ này, Cảnh sát biển còn thực hiện các cuộc điều tra để xác định nguyên nhân của các vụ tai nạn xảy ra tại vùng biển của Việt Nam, tàu hàng, tàu đánh cá, tàu thương mại, hoặc các tàu của các nước Quốc tế.
Trong số các hoạt động của Cảnh sát biển là kiểm tra tàu thuyền chở khách cho thuê. Tàu chở trên sáu hành khách phải xuất trình Giấy chứng nhận đăng kiểm; điều này chứng minh rằng thủy thủ đoàn của những con tàu này đã trải qua quá trình kiểm tra ma túy, rằng thiết bị cứu hỏa và thiết bị cứu sinh của con tàu là đầy đủ và trong tình trạng tốt, đồng thời máy móc, kết cấu thân tàu, hệ thống dây điện, thiết bị liên lạc hàng hải, độ ổn định, lan can an toàn và thiết bị điều hướng đáp ứng các tiêu chuẩn An toàn hàng hải.

## Tổng quát
Cảnh sát biển thực hiện sứ mệnh an toàn hàng hải của mình bằng cách tiến hành các hoạt động kiểm tra hàng hải, điều tra hàng hải, quản lý đường thủy, an toàn cảng và các hoạt động cấp giấy chứng nhận của thương nhân. Nhiệm vụ an toàn hàng hải là nhiệm vụ lớn nhất được thực hiện bởi Cảnh sát biển Việt Nam. Nhân viên Cảnh sát biển đóng góp vào chương trình an toàn hàng hải tại các đơn vị hiện trường có đủ điều kiện để nhận đảm bảo An toàn Hàng hải.

## Kiểm tra hàng hải
Cảnh sát biển có trách nhiệm kiểm tra các tàu (ví dụ: thuyền hoặc tàu) đã đăng ký tại Việt Nam hoặc là tàu nước ngoài trong vùng biển Việt Nam.
Cảnh sát biển giao trách nhiệm này cho Chiến sĩ phụ trách kiểm tra Hàng hải.
Việc kiểm tra được thực hiện dưới trách nhiệm của Quốc gia tại vùng biến đó hoặc trách nhiệm của Quốc gia có cảng. Bốn loại tàu cơ bản phải kiểm tra là:
- Tàu chở khách.
  - Loại tàu này bao gồm thuyền thủy thủ, tàu hải cảnh, tàu du lịch, tàu du ngoạn, tàu đánh cá thuê, v.v., chở hơn sáu hành khách.[5][6]
- Các tàu có cẩu hàng hóa.
  - Loại tàu này bao gồm tàu chở dầu và xà lan chở bồn.
- Tàu chở hàng.
  - Loại tàu này bao gồm tàu container, tàu chở hàng, tàu cuộn / cuộn (RO / RO), v.v.
- Tàu chuyên dùng.
  - Loại tàu này bao gồm các đơn vị khoan ngoài khơi di động (MODU) tàu tiếp liệu xa bờ (OSV), tàu nghiên cứu hải dương học (ORV), tàu ứng phó sự cố tràn dầu (OSRV), tàu hải lý, tàu trường buồm, v.v.

Có hai loại kiểm tra an toàn hàng hải: An toàn và Bảo mật.
Việc kiểm tra hệ thống an toàn của tàu bao gồm:
- Kiểm tra thân tàu để đảm bảo khả năng vận hành trên biển của tàu.
- Kiểm tra nguồn điện chính / phụ để đảm bảo máy móc hoạt động và an toàn cho động cơ đẩy tàu và nguồn điện khẩn cấp.
- Kiểm tra nồi hơi để đảm bảo rằng nó hoạt động tốt về mặt cấu trúc với các thiết bị an toàn có thể vận hành được.
- Kiểm tra hệ thống điện để đảm bảo lắp đặt hệ thống dây điện và thiết bị đạt yêu cầu.
- Kiểm tra hệ thống thiết bị cứu sinh [7] để đảm bảo phương tiện rời tàu thỏa đáng và đầy đủ.
- Kiểm tra hệ thống chữa cháy để đảm bảo các thiết bị cố định và di động phù hợp với không gian và loại đám cháy dự kiến.
- Kiểm tra thiết bị liên lạc hàng hải để đảm bảo đầy đủ và hoạt động của thiết bị dẫn đường.
- Kiểm tra ngăn ngừa ô nhiễm để đảm bảo tuân thủ các quy định quốc tế và luật pháp trong nước.

Việc kiểm tra hệ thống an ninh trên tàu bao gồm:
- Xác minh các tài liệu và chứng chỉ liên quan đến an toàn như kế hoạch an toàn tàu, Chứng chỉ an toàn tàu quốc tế và Tuyên bố về an toàn.
- Đảm bảo các cuộc diễn tập huấn luyện thích hợp và các bài tập đang được tiến hành.
- Đảm bảo các thủ tục an ninh được yêu cầu trên tàu được thực hiện.

## Tàu cảnh sát biển Việt Nam

Huy hiệu được gắn trên các tàu của Cảnh Sát Biển Việt Nam

Cảnh sát biển điều tra thương vong trên biển và các cáo buộc về các hành động không đúng của Merchant Mariner để xác định nguyên nhân và ngăn chặn các sự cố xảy ra trong tương lai thuộc nhiệm vụ Đảm bảo An toàn Hàng hải của họ. Có hai loại điều tra: Điều tra thương vong trên biển và hoạt động của nhân viên.

### Điều tra thương vong hàng hải
Các cuộc điều tra về thương vong trên biển được thực hiện vì những điều sau đây:
- Nguyên nhân gây tử vong.
- Nguyên nhân gây thương tích nghiêm trọng cho một cá nhân.
- Tổng thiệt hại về vật chất.
- Thiệt hại về vật chất ảnh hưởng đến khả năng đi biển hoặc hiệu quả của tàu.
- Gây hại đáng kể cho môi trường.

### Hành động nhân sự
Các cuộc điều tra cũng được tiến hành để xác định xem các hành động nhân sự của các thương nhân hàng hải được cấp phép hoặc có giấy tờ có cấu thành một hoặc nhiều hành vi sau đây hay không:
- Hành vi sai trái.
- Thiếu trách nhiệm.
- Không có khả năng.
- Vi phạm pháp luật hoặc quy định.

Các cuộc điều tra này có thể dẫn đến hành động đình chỉ và thu hồi giấy phép, đây là một quy trình hành chính nhằm xác định khả năng duy trì hoặc tiếp tục hoạt động của một cá nhân dưới quyền của tài liệu hoặc giấy phép hoạt động của tàu. Các phiên xử này không phải là tố tụng hình sự mà mang tính chất hành chính.

## Quản lý đường thủy
Chương trình quản lý, tác động và cung cấp khả năng tiếp cận hệ thống đường thủy an toàn, bảo mật, hiệu quả và lành mạnh với môi trường bằng cách cung cấp thông tin an toàn hàng hải cho công chúng, xử lý giấy phép sự kiện hàng hải, quản lý cầu và các dịch vụ hệ thống giao thông hàng hải.

## An toàn tại cảng biển
Chức năng an toàn cảng có lịch sử lâu đời trong lực lượng Cảnh sát biển. Nó đã được mở rộng trong thế kỷ 20 để bao gồm việc bảo vệ các cảng, bến cảng, tàu thuyền và các cơ sở ven sông chống lại tai nạn, sơ suất và phá hoại. Những trách nhiệm này đã được giao cho Hải Quan Việt Nam thông qua LUẬT HẢI QUAN Lưu trữ ngày 30 tháng 10 năm 2021 tại Wayback Machine. Nhằm đảm bảo việc lưu thông hàng hóa được an toàn và đảm bảo đúng với các quy định hiện hành của Pháp Luật Việt Nam
Nhiệm vụ an toàn cảng chủ yếu quan tâm đến việc ngăn ngừa thiệt hại do tai nạn cho cảng, cơ sở và tàu nhằm bảo vệ môi trường và tạo thuận lợi cho thương mại.
Các hoạt động chính hỗ trợ sứ mệnh An toàn Cảng bao gồm:
- Phòng ngừa ô nhiễm.
- Điều tra ô nhiễm.
- Tuần tra và giám sát bến cảng.
- Kế hoạch dự phòng.
- Các cuộc tập trận và bài tập.
- Giám sát việc vận chuyển hàng lỏng và hàng nguy hiểm.
- Giám sát việc chuyển nhiên liệu.
- Kiểm tra container.
- Kiểm tra cơ sở vật chất.
- Giám sát xếp dỡ hàng hóa cháy nổ.

Thuyền trưởng có thể neo cho cảng và chỉ đạo các tàu tư nhân khởi hành hoặc thực hiện các biện pháp bảo vệ nếu cần, chẳng hạn như chuẩn bị cho một cơn bão.
Trong khi an ninh cảng liên quan đến các tai nạn gây tổn hại đến người hoặc tài sản, an ninh cảng (như một bộ phận của an ninh hàng hải) quan tâm đến các hành vi cố ý làm tổn hại đến người hoặc tài sản.

## Chứng chỉ của thương nhân
Tại Việt Nam, Cảnh sát biển chịu trách nhiệm đánh giá, chứng nhận và cấp chứng chỉ cho các thương gia chủ tàu. Tất cả các thủy thủ trên tàu điều phải được huấn luyện và vượt qua kỳ thi sát hạch để được cấp chứng chỉ phù hợp khi đi biển